# Allstate (auto)

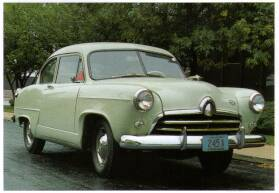
Kaiser-Frazer Allstate-52

Allstate was een Amerikaans automerk dat werd verkocht door postorderbedrijf Sears & Roebuck van 1952 tot 1953. Er werd slechts één model gefabriceerd, een sedan met ofwel een viercilinder 68 pk motor, ofwel een zescilinder 80 pk.
Er werden slechts 2363 auto's verkocht, voordat het merk ophield te bestaan.
In feite was de Allstate een Kaiser Henry J.